# Кредитен цикъл
Кредитен цикъл е екпанзията или свиването на достъпа до кредит през един бизнес цикъл. Някои икономисти, включително Бари Айхенгриин, Хайман Мински и други посткейнсиански икономисти, и някои членове на Австрийската школа, смятат кредитните цикли за фундаментален процес, движещ бизнес цикъла. Все пак, мейнстрийм икономистите вярват, че кредитният цикъл може само отчасти да обясни феномена на бизнес цикъла.
По време на високата, горна фаза на кредитния цикъл, цените на активите са в период на конкурентоспособност, усилено наддаване, включително инфлация на цената на активите. Това може да причини развитието на неустойчив, спекулативен ценови „балон“. След като това „залюляване нагоре“ в създаването на дълг увеличава паричната маса и стимулира икономическата активност, има тенденцията да увеличава временно икономическия растеж и заетост.